# Liste des rhopalocères de Belgique
Cet article recense les lépidoptères rhopalocères (ou « papillons de jour ») de Belgique. Ce groupe y est représenté par des espèces appartenant aux familles des Hesperiidae, Papilionidae, Pieridae, Riodinidae, Lycaenidae et Nymphalidae. 

## Famille desHesperiidae

### Sous-famille desPyrginae
- Carcharodus alceae (Esper, 1780) — Hespérie de la passe-rose
- Erynnis tages (Linnaeus, 1758) — Point-de-Hongrie
- Pyrgus alveus (Hübner, 1803) — Hespérie du faux-buis
- Pyrgus armoricanus (Oberthür, 1910) — Hespérie des potentilles
- Pyrgus carthami (Hubner, 1813) — Hespérie du carthame
- Pyrgus malvae (Linnaeus, 1758) — Hespérie de la mauve
- Pyrgus serratulae (Rambur, 1839) — Hespérie de l'alchémille
- Spialia sertorius Hoffmannsegg, 1804 — Hespérie des sanguisorbes

### Sous-famille desHeteropterinae
- Carterocephalus palaemon (Pallas, 1771) — Hespérie du brome
- Heteropterus morpheus (Pallas, 1771) — Miroir

### Sous-famille desHesperiinae
- Hesperia comma (Linnaeus, 1758) — Comma
- Ochlodes sylvanus (Esper, 1777) — Sylvaine
- Thymelicus acteon (Rottemburg, 1775) — Hespérie du chiendent
- Thymelicus lineola (Ochsenheimer, 1808) — Hespérie du dactyle
- Thymelicus sylvestris (Poda, 1761) — Hespérie de la houque

## Famille desPapilionidae

### Sous-famille desPapilioninae
- Iphiclides podalirius (Linnaeus, 1758) – Flambé
- Papilio machaon  Linnaeus, 1758 – Machaon

## Famille desPieridae

### Sous-famille desDismorphiinae
- Leptidea reali, Reissinger, 1989 – Piéride de Réal
- Leptidea sinapis (Linnaeus, 1758) – Piéride de la moutarde

### Sous-famille desPierinae
- Anthocharis cardamines (Linnaeus, 1758) – Aurore
- Aporia crataegi (Linnaeus 1758) – Gazé
- Pieris brassicae  (Linnaeus, 1758) – Piéride du chou
- Pieris napi (Linnaeus, 1758) – Piéride du navet
- Pieris rapae  (Linnaeus, 1758) – Piéride de la rave
- Pontia daplidice (Linnaeus, 1758)  – Marbré-de-vert
- Pontia edusa  (Linnaeus, 1908) – Marbré de Fabricius

### Sous-famille desColiadinae
- Colias alfacariensis Ribbe, 1905 – Fluoré
- Colias crocea (Geoffroy in Fourcroy, 1785) – Souci — en tant que migrateur
- Colias hyale (Linnaeus, 1758) – Soufré — en tant que migrateur
- Gonepteryx rhamni  (Linnaeus, 1758) – Citron

## Famille desRiodinidae

### Sous-famille desNemeobiinae
- Hamearis lucina (Linnaeus, 1758) – Lucine

## Famille desLycaenidae

### Sous-famille desTheclinae
- Callophrys rubi (Linnaeus, 1758) – Thècle de la ronce
- Favonius quercus (Linnaeus, 1758) – Thécla du chêne
- Satyrium acaciae (Fabricius, 1787) – Thècle de l'amarel
- Satyrium ilicis (Esper, 1779) – Thécla de l'yeuse
- Satyrium pruni (Linnaeus, 1758) – Thècle du prunier
- Satyrium w-album (Knoch, 1782) – Thècle de l'orme
- Thecla betulae (Linnaeus, 1758) – Thècle du bouleau

### Sous-famille desLycaeninae
- Lycaena alciphron (Rottemburg, 1775) – Cuivré mauvin
- Lycaena dispar (Haworth, 1802) – Grand cuivré
- Lycaena helle (Denis & Schiffermuller, 1775) – Cuivré de la bistorte
- Lycaena phlaeas (Linnaeus, 1761) – Cuivré commun
- Lycaena tityrus (Poda, 1761) – Cuivré fuligineux
- Lycaena virgaureae (Linnaeus, 1758) – Cuivré de la verge-d'or
- Lycaena hippothoe (Linnaeus, 1761) – Cuivré écarlate

### Sous-famille desPolyommatinae
- Aricia agestis (Denis & Schiffermüller, 1775) – Collier-de-corail
- Celastrina argiolus (Linnaeus, 1758) – Azuré des nerpruns
- Cupido minimus (Fuessly, 1775) – Argus frêle
- Cupido argiades (Pallas, 1771) – Azuré du trèfle — en tant que migrateur
- Cyaniris semiargus (Rottemburg, 1775) – Azuré des anthyllides
- Glaucopsyche alexis (Poda, 1761) – Azuré des cytises
- Lampides boeticus (Linnaeus, 1767) – Azuré porte-queue — en tant que migrateur
- Lysandra bellargus (Rottemburg, 1775) – Azuré bleu céleste
- Lysandra coridon Poda, 1761 – Argus bleu-nacré
- Phengaris alcon (Denis & Schiffermuller, 1775) – Azuré des mouillères
- Phengaris arion (Linnaeus, 1758) – Azuré du serpolet
- Phengaris teleius (Bergstrasser, 1779) – Azuré de la sanguisorbe
- Plebejus argus (Linnaeus, 1758) – Azuré de l'ajonc
- Plebejus argyrognomon (Bergstrasser, 1779) Azuré des coronilles
- Plebejus idas (Linnaeus, 1761) – Azuré du genêt
- Polyommatus dorylas (Denis & Schiffermuller, 1775) – Azuré du mélilot
- Polyommatus icarus (Rottemburg, 1775) – Argus bleu

## Famille desNymphalidae

### Sous-famille desLimenitidinae
- Limenitis camilla (Linnaeus, 1764) — Petit sylvain
- Limenitis populi (Linnaeus, 1758) — Grand sylvain

### Sous-famille desApaturinae
- Apatura ilia (Denis & Schiffermuller, 1775) – Petit mars changeant
- Apatura iris (Linnaeus, 1758) – Grand mars changeant

### Sous-famille desHeliconiinae
- Argynnis paphia (Linnaeus, 1758) — Tabac d'Espagne
- Boloria aquilonaris (Stichel, 1908) — Nacré de la canneberge
- Boloria dia (Linnaeus, 1767) — Petite violette
- Boloria eunomia (Esper, 1799) — Nacré de la bistorte
- Boloria euphrosyne (Linnaeus, 1758) — Grand collier argenté
- Boloria selene (Denis & Schiffermüller, 1775) — Petit collier argenté
- Brenthis ino (Rottemburg, 1775) — Grande violette
- Fabriciana adippe (Denis & Schiffermüller, 1775) — Moyen nacré
- Fabriciana niobe (Linnaeus, 1758) — Chiffre
- Issoria lathonia (Linneaus 1758) — Petit nacré
- Speyeria aglaja (Linnaeus, 1758) — Grand nacré

### Sous-famille desNymphalinae
- Aglais io (Linnaeus, 1758) — Paon-du-jour
- Aglais urticae (Linnaeus, 1758) — Petite tortue
- Araschnia levana (Linnaeus, 1758) — Carte géographique
- Euphydryas aurinia (Rottemburg, 1775) — Damier de la succise
- Melitaea cinxia (Linnaeus, 1758) — Mélitée du plantain
- Melitaea diamina (Lang, 1789) — Mélitée noirâtre
- Melitaea didyma (Esper, 1778) — Mélitée orangée
- Melitaea phoebe ([Denis & Schiffermüller], 1775) — Mélitée des centaurées
- Melitaea aurelia Nickerl, 1850 — Mélitée des digitales
- Melitaea athalia (Rottemburg, 1775) — Mélitée du mélampyre
- Nymphalis antiopa (Linnaeus, 1758) — Morio
- Nymphalis polychloros (Linnaeus, 1758) — Grande tortue
- Polygonia c-album (Linnaeus, 1758) — Robert-le-Diable
- Vanessa atalanta (Linnaeus, 1758) — Vulcain
- Vanessa cardui (Linnaeus, 1758) — Belle-Dame — en tant que migrateur

### Sous-famille desSatyrinae
- Aphantopus hyperantus (Linnaeus, 1758) —  Tristan
- Arethusana arethusa (Denis et Schiffermuller 1775) — Petit agreste
- Coenonympha arcania (Linnaeus, 1761) — Céphale
- Coenonympha glycerion (Borkhausen, 1788) — Fadet de la mélique
- Coenonympha hero (Linnaeus, 1761) — Mœlibée
- Coenonympha pamphilusLinnaeus, 1758) — Fadet commun ou Procris
- Coenonympha tullia (Muller, 1764) — Fadet des tourbières
- Erebia aethiops (Esper, 1777) — Moiré sylvicole
- Erebia medusa (Denis & Schiffermüller, 1775) — Moiré franconien
- Hipparchia fagi (Scopoli, 1763) — Sylvandre
- Hipparchia semele (Linnaeus, 1758) — Agreste
- Hipparchia statilinus Hufnagel, 1766 — Faune
- Lasiommata maera (Linnaeus, 1758) — Némusien ou Ariane
- Lasiommata megera (Linnaeus, 1767) — Satyre ou mégère
- Lopinga achine (Scopoli, 1763) — Bacchante
- Maniola jurtina (Linnaeus, 1758) — Myrtil
- Melanargia galathea (Linnaeus, 1758) — Demi-deuil
- Pararge aegeria (Linnaeus, 1758) — Tircis
- Pyronia tithonus (Linnaeus, 1758) — Amaryllis